# Pierre Mouchot
Pierre Mouchot, noto anche con lo pseudonimo di Chott (Montbard, 7 giugno 1911 – 1966), è stato un editore e fumettista francese oltre che autore fondò e gestì una famosa casa editrice francese di fumetti tascabili.

## Biografia
Esordì come autore di fumetti nel 1940 con l'editore Sagédition, pubblicando su riviste come Aventures, L'Aventure Réunis e Jumbo e, dal 1944, realizzò illustrazioni per le collane Jeunesse Nouvelle e Victoire. Durante la Seconda guerra mondiale lavorò per gli editori S.E.T.L., Cendrillon e Pic et Nic, realizzando storie anche racconti per Sélection le Corsaire, Completi des Sélections le Corsaire, Completi des Sélections Pic et Nic, Cow-Boy e Texas Bill oltre che per le collane Les Aventures Fantastiques della Sprint e Les Héros de l'Aventure della Léo.
Finita la guerra, fondò a Lione una sua casa editrice nel 1946, le Éditions Pierre Mouchot, che poi divenne la Société d'Éditions Rhodaniennes nel 1951; pubblicò serie a fumetti da lui stesso ideate come Fantax, Big-Bill the Breaker, Little Boys, Robin Hood, che riscossero un certo successo ma, per i contenuti violenti, gli causarono anche problemi con la censura che causarono poi la chiusura della casa editrice.